# Stefan Liv
Stefan Daniel Patryk Liv (Gdynia, 21 december 1980 – Jaroslavl, 7 september 2011) was een Zweeds ijshockeyer. Liv speelde zowel in Zweden, Noord-Amerika als in Rusland. Tevens maakte hij verscheidene keren deel uit van het Zweedse nationale ijshockeyteam. Zo maakte hij onder meer deel uit van de selectie die goud behaalde op de Olympische Winterspelen van 2006. In het seizoen 2007- 2008 werd de Guldpucken ("Gouden Puck") aan hem toegekend. De prijs voor de beste ijshockeyspeler van het jaar in Zweden.
Op 7 september 2011 was Liv een van de inzittenden van Jak-Service-vlucht 9633, een chartervlucht die neerstortte tijdens het opstijgen.

## Clubs
| tot 2000  | HV71                  |
| 2000      | Tranås AIF            |
| 2000–2006 | HV71                  |
| 2006–2007 | Grand Rapids Griffins |
| 2007–2010 | HV71                  |
| 2010–2011 | HK Sibir Nowosibirsk  |
| 2011      | Lokomotive Jaroslawl  |